# Paulo Emílio Sales Gomes

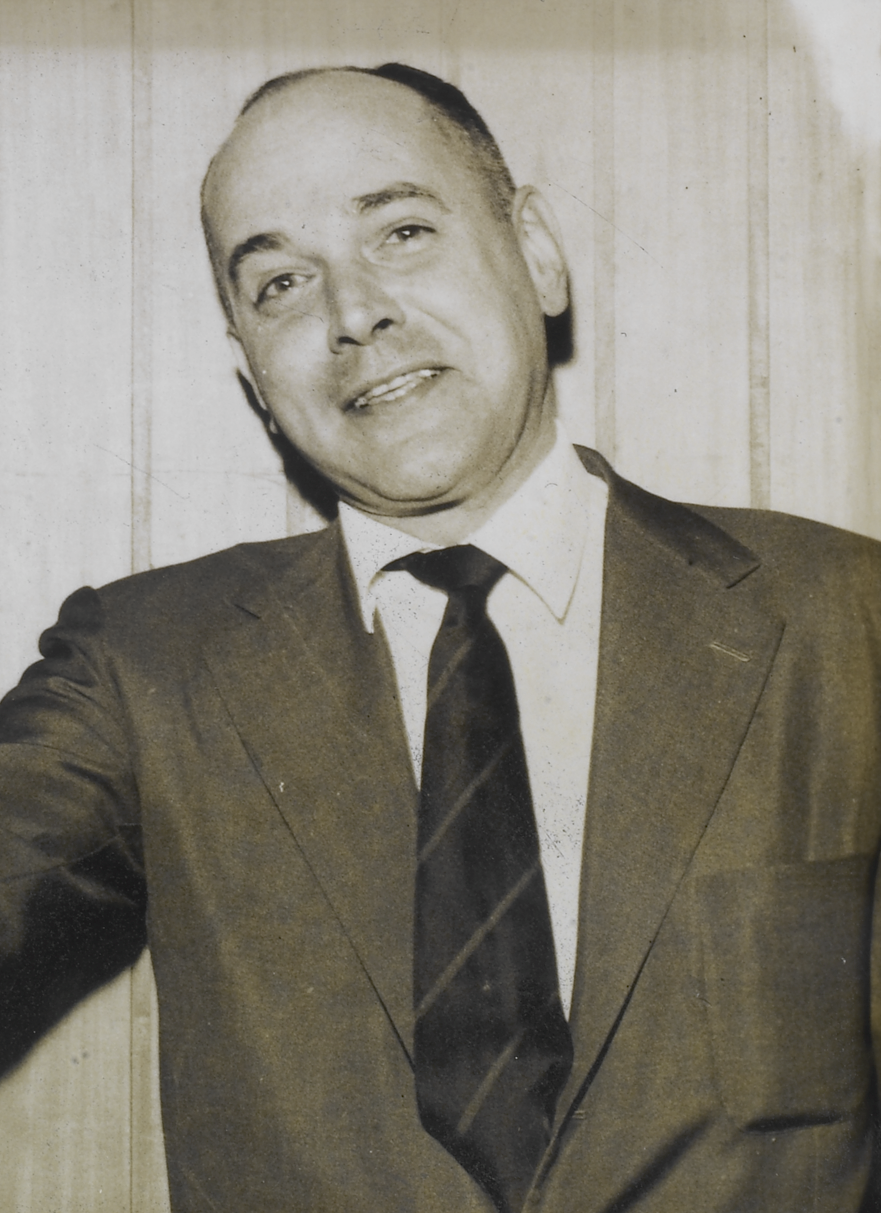
Paulo Emílio Sales Gomes (1958)

Paulo Emílio Sales Gomes, auch Paulo Emílio Salles Gomes, (* 17. Dezember 1916 in São Paulo, Brasilien; † 9. September 1977 ebenda) war ein brasilianischer Historiker, Filmkritiker und Politiker im Widerstand.

## Leben
Gomes nahm bereits als Jugendlicher aktiv am politischen und kulturellen Leben seiner Heimatstadt teil. Er nahm nach 1935 an dem Widerstand gegen die Diktatur Getúlio Vargas’ teil, wurde 1936 verhaftet, konnte jedoch später entkommen und nach Europa fliehen.
Nach seiner Rückkehr, bedingt durch den Ausbruch des Zweiten Weltkriegs, schrieb er sich an der Philosophischen Fakultät der Universidade de São Paulo (USP) ein. Er gründete 1941 den ersten Filmclub des Landes, der später vom Departamento de Imprensa e Propaganda, der staatlichen Presse- und Propagandaabteilung, übernommen wurde. Er organisierte und leitete die Filmothek des Museu de Arte Moderna de São Paulo, die 10 Jahre später zur Cinemateca Brasileira wurde. Er war auch Mitarbeiter der Zeitschrift Clima, an der sich einige der zukünftigen Kunst- und Literaturkritiker São Paulos beteiligten.
1946 ging Gomes auf Einladung der französischen Regierung zum Studium nach Frankreich. In den 1960er Jahren organisierte er verschiedenen Filmshows in Brasilien, die später zum Festival de Brasilia de Cinema Brasileiro ausgeweitet wurden. 1965 führte er an der Universität Brasília den ersten Studiengang über Kinematografie durch, der jedoch aufgrund der Verhaftung einiger der Professoren während der Militärdiktatur eingestellt wurde. 1968 wurde er als Professor für Filmgeschichte an die Escola de Comunicações e Artes an die USP berufen.
Gomes war der zweite Ehemann der Schriftstellerin Lygia Fagundes Telles. Sein einziger Roman Três Mulheres De Três PPPes wurde 1977, kurz vor seinem Tode, bei Editora Nova Fronteira in Rio de Janeiro veröffentlicht.

## Werk
- Três mulheres de três PPPes. Editora Nova Fronteira, Rio de Janeiro 1977.
  - als Originalausgabe: Die drei Frauen von P. Fischer Taschenbuchverlag, Frankfurt am Main 1994, ISBN 3-596-12188-4.
- Humberto Mauro, Cataguases, cinearte. Editora Perspectiva, São Paulo 1974.
- mit anderen: Glauber Rocha. Paz e Terra, Rio de Janeiro 1977.
- Cinema, trajetória no subdesenvolvimiento. Paz e Terra-EMBRAFILME, Rio de Janeiro 1980.
- Jean Vigo. University of California Press, Berkeley, Kalifornien 1971, ISBN 0-520-01676-9.
  - revidierte Ausgabe: Faber & Faber, London 1998, ISBN 0-571-19610-1.
- Cimitério. Editora Cosac Naify, Rio de Janeiro 2007, ISBN 978-85-7503531-3.